# Scaptodrosophila alternata
Scaptodrosophila alternata är en tvåvingeart som först beskrevs av Johannes Cornelis Hendrik de Meijere 1911.  Scaptodrosophila alternata ingår i släktet Scaptodrosophila och familjen daggflugor.